# The Panthers Fútbol Club
The Panthers Fútbol Club és un club de futbol de la ciutat de Malabo, Guinea Equatorial.

## Palmarès
- Copa equatoguineana de futbol:[2]
  - 2012, 2013